# Michael Turner
Michael Layne Turner (Crossville, Tennessee, EUA, 21 de abril de 1971 – Santa Mônica, Califórnia, 27 de junho de 2008) foi um artista de quadrinhos norte-americano famoso por seus trabalhos na Witchblade, Fathom, Superman/Batman, Soulfire, e várias capas para DC Comics e Marvel Comics. Ele também foi o presidente da editora Aspen MLT.
Também era conhecido pelas capas altamente estilizadas que criou para grandes títulos e por desenhar personagens femininas com curvas tão imponentes quanto seus superpoderes, e morreu aos 37 anos.

## Primeiros anos
Michael Turner nasceu em Crossville, no estado norte-americano do Tennessee em 21 de abril de 1971. Estudou pré-medicina na Universidade do Tennessee, um semestre antes de se formar, ele mudou-se para Aspen, uma cidade do estado americano do Colorado e depois para para San Diego, Califórnia, onde ensinou artes marciais e onde desenvolveu o interesse por histórias em quadrinhos.

## Carreira
Turner foi descoberto pelo editor Marc Silvestri durante uma convenção de quadrinhos, a Comic-Con em San Diego e acabou sendo contratado em 1994 como artista pela Top Cow Productions, a editora de Silvestri. No início ele fez algumas ilustrações para títulos da Top Cow, isso antes, de cocriar com Silvestri a famosa série de fantasia, Witchblade. No verão americano de 1998, ele estreou seu gibi "creator-owned" Fathom, assim como também começou sua nova série, Soulfire.
Além de artista consagrado, Turner era um esquiador premiado, além de possuir faixa vermelha de instrutor em artes marciais, e também um ávido jogador de videogame.[carece de fontes?] Em março de 2000, Turner foi diagnosticado com condrossarcoma, um forma de câncer, no lado direito da bacia (ou pélvis). Ele foi tratado no hospital Ronald Reagan UCLA Medical Center, onde foi submetido a diversas cirurgias na qual uma em que ele perdeu todo o seu quadril, 40% de sua bacia, e três quilos de osso. A cirurgia foi acompanhada por nove meses de radioterapia.
Turner abandonou a Top Cow no final de 2002 para fundar sua própria editora de quadrinhos, a Aspen MLT Inc. (onde MLT significa Michael Layne Turner), localizada em Santa Mônica, com o estúdio em Marina del Rey na Califórnia. A distribuição dos quadrinhos da Aspen foram adiados por um longo tempo por causa das disputas judicais contra a Top Cow Productions sobre os direitos de Fathom e também sobre os direitos dos títulos não publicados [na época] da Soulfire (inicialmente chamado de Dragonfly) e Ekos, os quais Turner acabara de começar a desenvolver antes de sair da Top Cow e antes de ser diagnosticado com câncer. Aspen e Top Cow chegaram a um consenso, fora do tribunal, em 2003.
Em 2004, Turner desenhou capas de vários títulos da DC Comics, entre eles, The Flash e do grande evento do ano da editora das Lendas, a minissérie Crise de Identidade (do original "Identity Crisis"). Ele foi o responsável pela arte e por coescrever o arco de história "O Fim dos Deuses" (do original "Godfall"), que se passou nos três principais títulos do Superman, Action Comics, Adventures of Superman e Superman, no início de 2004 e ilustrou o arco "A Supergirl de Krypton" (do original "Supergirl From Krypton"), que trouxe de volta a personagem depois de um longo hiato, em seis edições da Superman/Batman #8–13. Seu título autoral, Soulfire, começou a ser publicado em 2004 e as publicações de Fathom foram retomadas, agora pela Aspen MLT em vez da Top Cow.
Em 6 de agosto de 2005, a Marvel Comics anunciou a assinatura de um contrato de trabalho com Michael Turner para um projeto de seis edições, além das capas. O que acabaria sendo, ao menos, as capas variantes da minissérie Guerra Civil (do original "Civil War") e da revista regular do Wolverine, Wolverine: Origins. Além disso, em outra ocasião, Turner também foi anunciado como artista na minissérie Ultimate Wolverine, escrita por Jeph Loeb.
Turner criou adaptações em quadrinhos online para a série de televisão Heroes da NBC.

## Morte e tributo
Turner morreu em 27 de junho de 2008 no Hospital Santa Mônica em Santa Mônica, Califórnia, por complicações relacionadas ao ressurgimento do câncer. Fathom vol. 3 #1, que foi publicado na quarta-feira, em 6 de agosto de 2008, trouxe uma homenagem a Turner na forma de uma fita azul estilizada no canto superior direito da sua capa, e sua primeira página foi um memorial para ele. A AspenMLT também publicou um coleção encadernada em capa cartonada escritas por pessoas que conheciam Turner, intitulada A Tribute to Michael Turner, que trazia uma capa pintada por Alex Ross.

### Páginas interiores

#### Aspen MLT
- Soulfire #0–6 (2004–2005)

#### DC Comics
- Superman/Batman #8–13 (2004)

#### Image Comics/Top Cow Productions
- Ballistic #1–3 (1995)
- Codename: Strykeforce #14 (entre outros artistas) (1995)
- Fathom #0–14 (1998–2002)
- Tomb Raider #25 (2002)
- Tomb Raider/Witchblade, edição especial, (com Brian Ching) #1 (1997)
- Witchblade #1–8, 10–23, 25 (1995–1998)
- Witchblade/Tomb Raider Special #1 (com Keu Cha) (1998)

### Capas

#### Aspen MLT
- Fathom vol. 2, Beginnings, Prelude #0, 1–4, 7–8, 10–11 (2005–2006)
- Shrugged #0, 1–6 (2006–2007)
- Soulfire Preview, #0, 1–10 (2004–2009)

#### DC Comics
- Action Comics #812–813 (2004)
- The Adventures of Superman #625–626 (2004)
- The Flash vol. 2 #207–211 (2004)
- Identity Crisis #1–7 (2004)
- Justice League of America vol. 2 #0–12 (2006–2007)
- Supergirl vol. 5 #1–3, 5, 50 (2005)
- Superman vol. 2, #202–203, 205 (2004)
- Superman/Batman #8–13, 19, 26 (2006)
- Teen Titans vol. 3 #1 (2003)

#### Image Comics/Top Cow Productions
- Darkness #7, 11 (1997–1998)
- Tomb Raider #1, 9, 25, 46 (1999–2004)
- Witchblade #1–25, 27, 50, 86, 100, 103 (1995–2007)

#### Image Comics/Hurricane Ent.
- Violent Messiahs: Lamenting Pain #1 (2002)

#### Marvel Comics
- Black Panther vol. 4 #18, 23–25 (2006–2007)
- Civil War #1–7 (2006–2007)
- Fantastic Four #544–553 (2007)
- Hulk vol. 2 #1, 6 (2008)
- The Incredible Hulk vol. 3 #100 (2006)
- Ms. Marvel vol. 2 #1 (2006)
- Onslaught: Reborn #1 (2006)
- Spider-Man/Red Sonja #1–5 (2007)
- Sub-Mariner vol. 2 #1, 6 (2007–2008)
- Ultimate X-Men #75 (2006)
- Uncanny X-Men #500 (2008)
- World War Hulk #1 (2007)
- Wolverine: Origins #1 (2006)
- Wolverine vol. 3 #66 (2008)